# Aluligera brunneata
Aluligera brunneata är en tvåvingeart som beskrevs av Richards 1966. Aluligera brunneata ingår i släktet Aluligera och familjen hoppflugor. Inga underarter finns listade i Catalogue of Life.